# 教材整備隊
教材整備隊（きょうざいせいびたい、Air Training Aids Group）は、浜松基地に所在する航空教育集団隷下部隊のひとつである。

## 概要
航空自衛隊の教範類をはじめ、部隊などにおける教育訓練に必要な各種教材類の製作、複製、修理等を任務とする。これらを任務とする部隊としては、全自衛隊において最大の規模と最高の能力を有する。なお、要請に応じて陸上自衛隊、海上自衛隊の教材製作も行っている。

## 沿革
- 1955年（昭和30年）
  - 3月1日：「臨時教材整備隊」が浜松基地で編成。
  - 9月20日：臨時教材整備隊が教材整備隊に改編[4]。
- 1968年（昭和43年）10月1日：部隊長官職名が「隊長」から「隊司令」へ改称。
- 1989年（平成元年）3月16日：航空教育集団新編に伴い、同集団隷下に編入。
- 2000年（平成12年）4月13日：新庁舎落成。

## 部隊編成
- 隊本部[2]
- 生産管理隊[2]
- 工作隊[2]
- 印刷隊[2]
- 写真製図隊[2]
- 補給班[2]

## 主要幹部
| 官職名         | 階級    | 氏名     | 補職発令日     | 前職                         |
| -------------- | ------- | -------- | -------------- | ---------------------------- |
| 教材整備隊司令 | 1等空佐 | 大石和浩 | 2024年06月03日 | 南西航空方面隊司令部総務部長 |

| 代 | 氏名                 | 在職期間                        | 前職                                               | 後職                                        |
| -- | -------------------- | ------------------------------- | -------------------------------------------------- | ------------------------------------------- |
| 01 | 升本清 （2等空佐）   | 1955年09月20日 - 1955年11月30日 |                                                    |                                             |
| 02 | 鶴田定治 （2等空佐） | 1955年12月01日 - 1956年07月09日 |                                                    |                                             |
| 03 | 寺本一男 （2等空佐） | 1956年07月10日 - 1957年03月10日 |                                                    | 臨時美保派遣隊整備隊長                      |
| 04 | 岡村正義 （2等空佐） | 1957年03月11日 - 1958年02月28日 | 航空幕僚監部勤務                                   | 航空自衛隊幹部学校総務課長                  |
| 05 | 姫野清 （2等空佐）   | 1958年03月01日 - 1958年07月31日 | 第1航空団整備補給群司令 兼 第1航空団司令部整備部長 | 中部航空方面隊司令部整備部長                |
| 06 | 井川一行 （2等空佐） | 1958年08月01日 - 1959年01月21日 | 航空自衛隊通信学校研究部長                         | 航空幕僚監部付                              |
| -  | 桝井道彦 （3等空佐） | 1959年01月22日 - 1959年03月19日 | 教材整備隊長心得                                   | 教材整備隊長心得                            |
| 07 | 山口正夫 （2等空佐） | 1959年03月20日 - 1962年02月15日 | 第2操縦学校                                        |                                             |
| 08 | 壱岐春記             | 1962年02月16日 - 1964年07月15日 | 北部航空方面隊司令部人事部長                       | 航空自衛隊補給統制処付 →1965年4月1日 退職   |
| 09 | 吉沢正夫             | 1964年07月16日 - 1965年01月31日 | 航空自衛隊第1補給処副処長                          | 航空自衛隊補給統制処付 →1965年3月1日 退職   |
| 10 | 姫野清               | 1965年02月01日 - 1965年11月30日 | 航空自衛隊第2補給処整備部長                        | 航空自衛隊術科教育本部付 →1966年1月1日 退職 |
| 11 | 済陽弘浩             | 1965年12月01日 - 1968年01月31日 | 航空自衛隊補給統制処資料部長                       | 退職（空将補昇任）                          |
| -  | 城田賢一 （2等空佐） | 1968年01月31日 - 1968年02月29日 | 教材整備隊長代理                                   | 教材整備隊長代理                            |
| 末 | 平川正巳             | 1968年03月01日 - 1968年09月30日 | 航空自衛隊第5術科学校副校長                        | 教材整備隊司令                              |

| 代 | 氏名       | 在職期間                        | 前職                                                                            | 後職                                                        |
| -- | ---------- | ------------------------------- | ------------------------------------------------------------------------------- | ----------------------------------------------------------- |
| 01 | 平川正巳   | 1968年10月01日 - 1970年07月15日 | 教材整備隊長                                                                    | 航空自衛隊術科教育本部付 →1970年11月16日 退職（空将補昇任） |
| 02 | 柴田晃     | 1970年07月16日 - 1972年03月15日 | 航空自衛隊第1術科学校第2教育部長                                                | 航空自衛隊補給統制処付 →1972年11月2日 退職                  |
| 03 | 小口忠夫   | 1972年03月16日 - 1973年07月15日 | 航空自衛隊第1術科学校第1教育部長                                                | 航空自衛隊補給統制処付 →1973年10月15日 退職                 |
| 04 | 小林秀江   | 1973年07月16日 - 1975年04月15日 | 飛行教育集団司令部装備部長                                                      | 航空自衛隊補給統制処付 →1975年7月1日 退職                   |
| 05 | 山崎辰哉   | 1975年04月16日 - 1977年02月15日 | 航空自衛隊第1術科学校第1教育部長                                                | 航空自衛隊第1術科学校勤務                                   |
| 06 | 渡邉剛     | 1977年02月16日 - 1978年04月16日 | 第83航空隊副司令                                                                | 航空自衛隊術科教育本部付 →1978年7月31日 退職                |
| 07 | 田中政行   | 1978年04月17日 - 1979年03月15日 | 第5高射群司令                                                                   | 第5航空団勤務                                               |
| 08 | 橋本昭二   | 1979年03月16日 - 1980年03月16日 | 航空実験団電子実験隊長                                                          | 航空自衛隊第4術科学校副校長                                 |
| 09 | 村田安之   | 1980年03月17日 - 1982年08月01日 | 第2航空教育隊副司令                                                             | 航空自衛隊第5術科学校副校長                                 |
| 10 | 西原幸男   | 1982年08月02日 - 1985年03月15日 | 保安管制気象団司令部防衛部長                                                    | 航空自衛隊幹部学校勤務                                      |
| 11 | 中島敏行   | 1985年03月16日 - 1986年03月30日 | 第2輸送航空隊司令                                                               | 第11飛行教育団司令                                          |
| 12 | 栗原邦夫   | 1986年03月31日 - 1988年03月16日 | 航空教育隊副司令                                                                | 退職（空将補昇任）                                          |
| 13 | 西畑公弘   | 1988年03月16日 - 1989年02月14日 | 航空自衛隊幹部学校主任研究開発官                                                | 退職（空将補昇任）                                          |
| 14 | 川野吉紹   | 1989年02月14日 - 1990年08月01日 | 防衛研究所所員                                                                  | 退職（空将補昇任）                                          |
| 15 | 松井芳弘   | 1990年08月01日 - 1992年04月01日 | 航空教育隊第2教育群司令                                                         | 退職（空将補昇任）                                          |
| 16 | 江口則光   | 1992年04月01日 - 1993年08月01日 | 防衛研究所所員                                                                  | 退職（空将補昇任）                                          |
| 17 | 若江東美男 | 1993年08月01日 - 1994年07月31日 | 特別航空輸送隊副司令                                                            | 航空自衛隊補給本部付 →1996年9月16日 退職                    |
| 18 | 保阪初男   | 1994年08月01日 - 1995年07月31日 | 航空保安管制群司令                                                              | 航空自衛隊幹部学校勤務                                      |
| 19 | 齊藤有司   | 1995年08月01日 - 1996年04月09日 | 航空保安管制群司令                                                              |                                                             |
| 20 | 石井隆夫   | 1996年04月10日 - 1997年06月30日 | 航空教育集団司令部勤務                                                          | 航空中央業務隊付                                            |
| 21 | 赤木良正   | 1997年07月01日 - 1999年03月22日 | 航空総隊司令部装備部計画課長                                                    | 航空自衛隊第1補給処東京支処長                               |
| 22 | 水ノ江満   | 1999年03月23日 - 2001年12月01日 | 航空総隊司令部装備部計画課長                                                    | 退職（空将補昇任）                                          |
| 23 | 島田徹     | 2001年12月01日 - 2004年07月31日 | 第4高射群司令                                                                   | 教材整備隊付 →2004年10月23日 退職                           |
| 24 | 鈴木謙二   | 2004年08月01日 - 2005年12月04日 | 西部航空方面隊司令部装備部長                                                    | 航空自衛隊第4補給処副処長                                   |
| 25 | 田中仁志   | 2005年12月05日 - 2007年08月01日 | 特別航空輸送隊副司令                                                            | 退職（空将補昇任）                                          |
| 26 | 鈴木登志夫 | 2007年08月01日 - 2008年07月31日 | 防衛大学校訓練部学生課長                                                        | 航空自衛隊幹部学校 技術主任研究開発官                       |
| 27 | 梅津純     | 2008年08月01日 - 2010年08月30日 | 航空自衛隊第1補給処立川支処長 兼 立川分屯基地司令                               | 航空自衛隊幹部学校付 →2010年10月23日 退職                   |
| 28 | 浅井俊幸   | 2010年08月31日 - 2012年03月31日 | 航空自衛隊第2補給処副処長                                                       | 教材整備隊付                                                |
| 29 | 西河貢     | 2012年04月01日 - 2013年09月30日 | 航空幕僚監部会計監査室長                                                        | 航空自衛隊幹部学校付 →2013年11月10日 退職                   |
| 30 | 外枦保実   | 2013年10月01日 - 2015年01月14日 | 航空幕僚監部監理官                                                              | 中部航空方面隊司令部幕僚長                                  |
| 31 | 田中実臣   | 2015年01月15日 - 2017年07月31日 | 航空幕僚監部人事教育部厚生課 給与室長                                           | 第1航空団付 →2017年9月27日 退職                             |
| 32 | 小村裕     | 2017年08月01日 - 2019年04月17日 | 第3航空団副司令                                                                 | 退職（空将補昇任）                                          |
| 33 | 畠田卓     | 2019年04月18日 - 2020年11月07日 | 航空自衛隊第4補給処立川支処長 兼 立川分屯基地司令 →2019年3月26日 教材整備隊勤務 | 退職                                                        |
| 34 | 武田宜久   | 2020年11月08日 - 2022年07月31日 | 航空自衛隊第1術科学校副校長                                                     | 航空自衛隊幹部学校勤務                                      |
| 35 | 橋田和浩   | 2022年08月01日 - 2024年06月02日 | 中部航空警戒管制団副司令                                                        | 統合幕僚学校教育課長                                        |
| 36 | 大石和浩   | 2024年06月03日 -                | 南西航空方面隊司令部総務部長                                                    |                                                             |